# 알렉산드리아 교리학교
알렉산드리아 교리학교(Catechetical School of Alexandria)은 알렉산드리아에 있는 기독교 신학자들과 주교들로 구성된 교리학교이다. 초기 기독교 신학 형성에 가장 큰 영향력을 행사한 학교였다. 이 교리학교의 학파를 알렉산드리아 학파라고 부른다. 당시 이 학파와 반대적에 관점에 있었던 학파는 안티오키아 학파였다. 히에로니무스에 따르면 알렉산드리아 학파는 복음사가 마르코에 의해서 창설되었다고 한다. 아테네의 아테나고라스(176)가 기록상 초대 교장이었으며 그 후 판타에노스가 후임자였고 그의 제자인 알렉산드리아의 클레멘스가 190년에 교장이었다. 그 이후 오리게네스, 그레고리오스 타마투고스, 헤라클라스, 대 이오니시오스, 맹인 디디무스가 있다. 이 학파는 카이로에 있는 콥트 신학교(Coptic Theological Seminary)에 의해서 이어지고 있다.

## 교장들
1. Justus, (62-118)
2. Eumenius, (118-129)
3. Markianos, (129-152)
4. 판타이노스, (181-190)
5. 알렉산드리아의 클레멘스 (190-202)
6. 오리게네스, (203-?): 알렉산드리아 콥트 정교회로부터 파문당하였다.
7. Heraclas, (?-231)
8. Dionysius, (231-247)
9. Theognostus, (3rd century)
10. Pierius, (4th century)
11. Achillas, (4th century)
12. Peter, (4th century)
13. Serapion, (4th century)
14. Macaruis, (4th century)
15. Didymus the Blind, (340-391)
16. Rodon, (5th century)
17. Abbot of the Monastery of Saint Macarius the Great (5th century - 19th century)
18. Youssef Marcarius, (1893-1918)
19. Habib Girgis, (1918-1951)
20. Fr. Ibrahim Attia, (1951-?)
21. Shenouda III, (1962-1987)
22. Bishop Gregory, (1987–present)

## 유명한 출신들
| - Eumenes, 7th Pope of Alexandria - Markianos, 8th Pope of Alexandria - Julian, 11th Pope of Alexandria - Athenagoras of Athens - Pantaenus - Clement of Alexandria - Heraclas, 13th Pope of Alexandria | - Alexander, bishop of Jerusalem - 오리게네스 - Dionysius, 14th Pope of Alexandria - Peter,17th Pope of Alexandria - Achillas, 18th Pope of Alexandria - Alexander, 19th Pope of Alexandria - 알렉산드리아의 아타나시우스, 20th Pope of Alexandria | - Timothy, 22nd Pope of Alexandria - 알렉산드리아의 키릴로스, 24th Pope of Alexandria - Dioscorus, 25th Pope of Alexandria - 나지안조스의 그레고리우스 - Didymus the Blind - Habib Girgis - 셰누다 3세 |

## 같이 보기
- 알렉산드리아 학파
- 알렉산드리아 콥트 정교회
- 알렉산드리아의 아타나시우스
- 안티오키아 학파
- 콥트 신학교
- 미국 콥틱 정교회 신학교

## 추가 자료
Wickert, Ulrich. "Alexandrian Theology." In The Encyclopedia of Christianity, edited by Erwin Fahlbusch and Geoffrey William Bromiley, 38-39. Vol. 1. Grand Rapids: Wm. B. Eerdmans, 1999. ISBN 0802824137